# Dmitri Andrusov
Dmitri Nikolaevici Andrusov (în rusă Дми́трий Никола́евич Андру́сов; n. 7 noiembrie 1897 - d. 1 aprilie 1976) a fost un geolog slovac de origine rusă; fiul geologului și paleontologului rus Nikolai Andrusov și nepotul arheologului german Heinrich Schliemann.
Se află în Cehoslovacia din 1922. Este asistent la Universitatea Tehnică Cehă din Praga din 1929, iar între 1932 și 1938 este docent la aceeași universitate. În 1938 se mută în Slovacia, unde predă la Colegiul Tehnic din Bratislava. Este primul profesor de geologie în colegiile slovace. Fondează Institutul de Geologie de Stat din Bratislava, pe care îl conduce începând cu anul 1945. Este membru al Academiei de Științe din Slocavia din 1953 și membru corespondent al Academiei de Științe din Cehoslovacia din 1956.
Dmitri Andrusov a condus studii despre tectonica Carpaților de Vest. În 1973, i se înmânează Medalia Gustav-Steinmann⁠(en)[traduceți] pentru meritele sale în domeniul geologiei.